# Brännholmstjärnarna (Ockelbo socken, Gästrikland, 675631-152281)
Brännholmstjärnarna är en sjö i Ockelbo kommun i Gästrikland och ingår i Gavleåns huvudavrinningsområde.